# Tréveray
Tréveray är en kommun i departementet Meuse i regionen Grand Est (tidigare regionen Lorraine) i nordöstra Frankrike. Kommunen ligger i kantonen Gondrecourt-le-Château som tillhör arrondissementet Commercy. År 2022 hade Tréveray 550 invånare.

## Befolkningsutveckling
Antalet invånare i kommunen Tréveray
| Referens: INSEE |